# Сити-оф-Карлайл
Сити-оф-Карлайл (англ. City of Carlisle) — район (англ. non-metropolitan district) в неметрополитенском графстве Камбрия, административный центр и крупнейший город Карлайл.
Район расположен в северной части графства Камбрия, на западе выходит на побережье залива Солуэй-Ферт Ирландского моря.